# Daniel Koschitzki

Daniel Koschitzki (hinten) 2009 mit dem Ensemble Koschitzki & Ritter

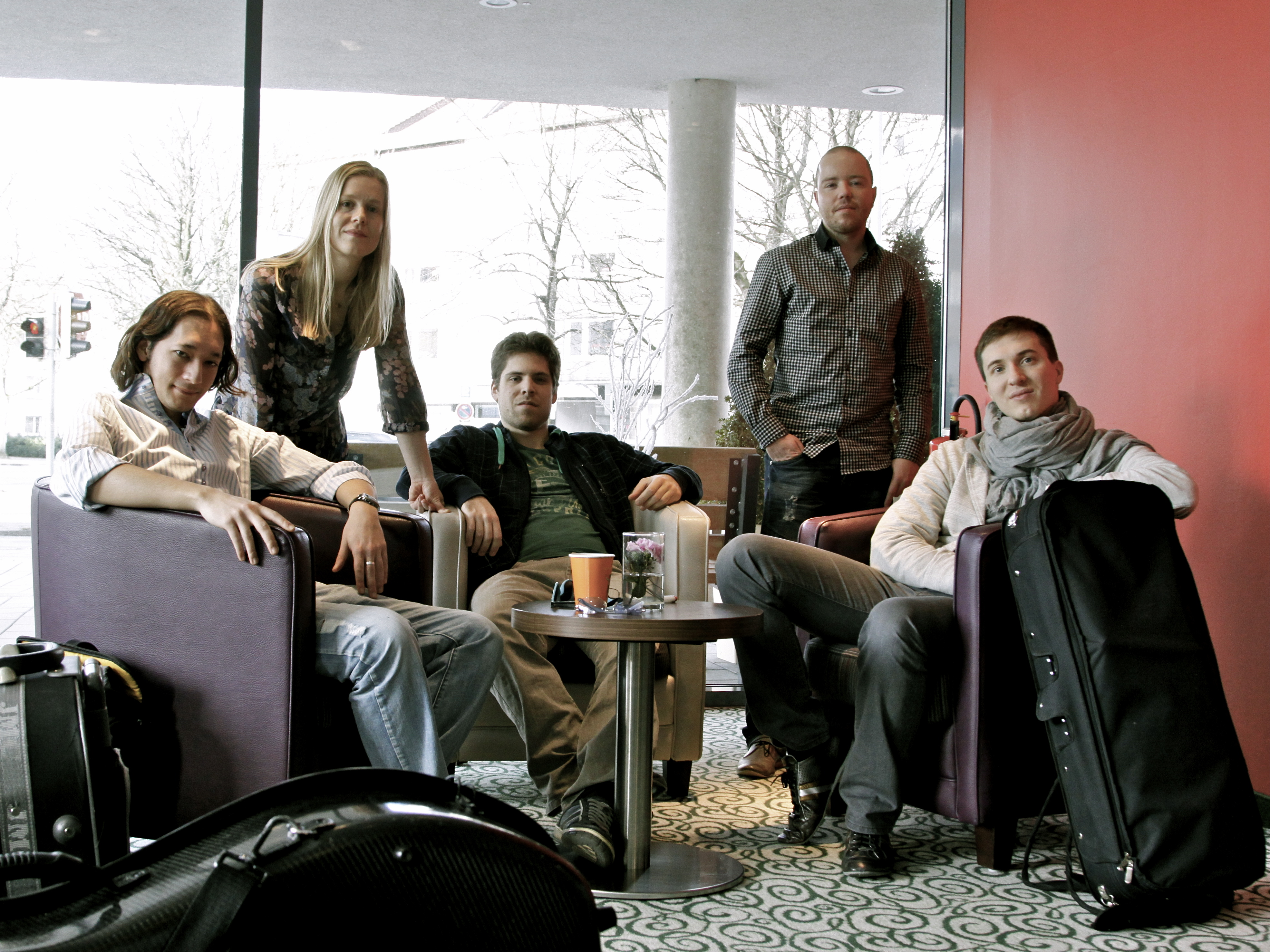
Daniel Koschitzki (rechts) 2012 mit dem Ensemble Spark

Daniel Koschitzki (* 1. März 1978 in Heilbronn) ist ein deutscher Blockflötist.

## Biografie
Daniel Koschitzki studierte an der Hochschule für Musik in Karlsruhe
Blockflöte bei Karel van Steenhoven. Zusätzlich machte er parallel dazu eine Ausbildung als Pianist bei Michael Uhde und Markus Stange. Beide Fächer schloss er 2007 „mit Auszeichnung“ ab. Von 2001 bis 2007 spielte er im Amsterdam Loeki Stardust Quartet.
2006 gründete er mit Andrea Ritter, die ebenfalls bei Karel van Steenhoven Flöte studiert hatte und die seit 2004 im Amsterdam Loeki Stardust Quartet spielte, das Barockensemble Koschitzki & Ritter. 2007 gründeten die beiden zusammen auch die „klassische Band“ Spark.
Seit 2008 treten Andrea Ritter und Daniel Koschitzki als Duo auf.  In ihrem Programm  Bird’s Paradise spielt Andrea Ritter überwiegend Werke zeitgenössischer Komponisten auf verschiedenen Arten von Blockflöten, während Daniel Koschitzki sie meistens am Klavier begleitet und nur ab und zu selber zur Flöte greift. Auf dem 2011 bei ARS Produktion erschienenen Album Echoing Voices sind Stücke aus diesem Programm zusammen mit weiteren Werken zeitgenössischer Komponisten enthalten. Auch auf diesem Album begleitet Daniel Koschitzki die Blockflöte spielende Andrea Ritter am Klavier.
Daniel Koschitzki lehrt seit 2004 als Lehrbeauftragter Blockflöte und Klavier an der Pädagogischen Hochschule in Karlsruhe. Außerdem hält er Meisterkurse und Fortbildungsveranstaltungen für Blockflöte.

## Diskografie
mit Amsterdam Loeki Stardust Quartet:
- 2008: Fade Control (Channel Classics)
- 2005: Nocturne (Channel Classics)
- 2003: Fugue around the clock (Channel Classics)

mit Andrea Ritter:
- 2011: Echoing Voices (Ars Produktion, Werke für Blockflöte und Klavier)

mit Spark:
- 2010: Downtown Illusions (ARS Produktion)[7]
- 2012: Folk Tunes (Deutsche Grammophon/Universal)[8]
- 2012: New Directions In Classical Music (Sampler von Deutsche Grammophon/Universal mit 2 Stücken von Spark)[9]
- 2012: Eine Klassik für sich – Die besten Alben 2012 (Sampler von Deutsche Grammophon/Universa/Decca, Jahresrückblick mit 1 Stück aus Folk Tunes)[10]

## Auszeichnungen
für Daniel Koschitzki:
- 2000: Zweiter Preis beim International ERTA-Blockflötenwettbewerb in Paderborn (Blockflöte solo)
- 2000: Erster Preis sowie EMCY Art For Music Price beim Internationalen Kammermusikwettbewerb Charles Hennen in Heerlen (Klaviertrio)
- 2001: Erster Preis bei der International Solo Recorder Playing Competition in London (Blockflöte)
- 2004: Erster Preis beim Kammermusikwettbewerb des Kulturfonds Baden e.V. (Blockflöte, Duo mit Timea Djerdj, Klavier)

für Koschitzki & Ritter:
- 2009: Erster Preis des internationalen Händelwettbewerbs in Göttingen (gemeinsam mit der Sopranistin Miriam Alexandra)

für Spark:
- 2011: ECHO Klassik in der Kategorie „Klassik ohne Grenzen“ für das Debütalbum Downtown Illusions[11]